# Кокарджа
 Тази статия е за добруджанското село.  За варненското село носило това име вижте Бояна (село).  
Кокарджа днес Пйетрень (на румънски: Pietreni) е село в югозападната част на окръг Кюстенджа, паметно в новата българската история със сраженията станали тук в 1916 г.
По преброяването от 2002 г. селото има население от 909 жители. Намира се на платото Олтина, в община с център Делене (на румънски: Deleni, бивше на турски: Yenice Енидже) отстоящ на 59 км западно от Кюстенджа, по-близо до Дунав, отколкото до морето. Географските координати на Кокарджа са 44°7′N 28°4′E, намира се на 120 м надморска височина.
Тук на 17-19 септември 1916 г. се разиграват ожесточени битки между българската войска и обединените румънско-руски сили. Българите от Шестнадесети пехотен ловчански полк овладяват селото, спират с цената на скъпи жертви противниковите атаки, нанасят на противника тежки загуби и печелят важна тактическа победа, но обезкървени не успяват да разгромят противника оттеглил се на силно укрепената Кубадинска позиция.